# GR Asia
GR Asia – brytyjsko-hongkoński zespół wyścigowy. W historii startów ekipa pojawiała się w stawce British Touring Car Championship, World Touring Car Championship, European Touring Car Championship oraz European Touring Car Cup.